# Petr Svojtka
Petr Svojtka (25. září 1946 Praha – 9. května 1982 Praha) byl český herec.

## Život
Otec pracoval jako sazeč a typograf v tiskárně a matka byla úřednicí ve státních službách. Po maturitě na SVVŠ Budějovická v roce 1964 byl přijat na DAMU, kterou absolvoval v roce 1968. V letech 1968 až 1975 získal angažmá v Divadle Jiřího Wolkera. Od srpna 1975 byl členem činohry Národního divadla v Praze. Věnoval se rovněž přednesu veršů a vystupoval v televizních a filmových rolích. Stal se členem SSM a poté  i Komunistické strany Československa.
Jeho první manželkou byla herečka Kateřina Macháčková, se kterou měl syna Petra (* 13. ledna 1972), později divadelního režiséra. Delší vztah udržoval s herečkou Janou Janěkovou, s níž měl dceru Janu Janěkovou mladší (* 1978). Později se stal prvním manželem herečky Jany Bouškové, se kterou měl syna Jana.
Tragicky zahynul pod vlivem alkoholu pod jednou z pražských tramvají v zastávce Botanická zahrada, Na Slupi. Údajně vyhledával adrenalinovou zábavu a posilněn alkoholem se vezl na spřáhlech mezi spojenými vozy.

## Televize
- 1980 Oddělení zvláštní péče (TV inscenace) – role: Jiří Havelka

## Zajímavosti
V pohádce Tři oříšky pro Popelku namluvil hlas prince, kterého hrál Pavel Trávníček. Ten měl v té době silný brněnský přízvuk.